# Manzen (Göppingen)
Manzen ist ein Ortsteil von Holzheim, einem Stadtbezirk von Göppingen im Landkreis Göppingen in Baden-Württemberg. Ein ortsbildprägendes Gebäude ist die Johanneskirche der evangelischen Gemeinde.

## Geographie
Manzen liegt auf Höhen um 373 m ü. NHN am Weilerbach, einem linken und südlichen Zufluss der Fils, der am Wasserberg in der Nähe von Schlat entspringt.
Manzen grenzt im Süden an Ursenwang, im Westen an St. Gotthardt und im Norden an Holzheim, welche alle zum Stadtbezirk Holzheim gehören. Im Südosten beginnt in nächster Nähe die Gemarkung der Gemeinde Schlat.

## Geschichte
Jura-Ölschiefer-Werke AG, Stuttgart
 
Die Jura-Ölschiefer-Werke AG, Stuttgart, ließen sich im Jahr 1921 in der Nähe des Weilers St. Gotthardt, im Gewann Manzen, nieder. Ziel war es, aus dem dort vorkommenden Ölschiefer, hauptsächlich Lias Epsilon, Schieferöl zu gewinnen. Die Fabrikanlage wurde später um einen Zementofen und eine Formsteinfertigung erweitert und erstreckte sich über das Gelände der heutigen Spedition Wackler. Das jetzige Jura-Sportgelände auf dem Manzen umfasst das ehemalige Ölschiefer-Abbaugebiet.
Bereits 1930 endete die Produktion in der Holzheimer Fabrik, als das Zementsyndikat Dyckerhoff und Schwenk die Anlage übernahm. Die neuen Eigentümer legten die Fabrikanlage still und rissen einen Teil der Gebäude ab. 1934 übernahmen die Furnier- und Sperrholzwerke Holzheim sowie die Holzwarenfabrik Philipp Mundorff das Gelände und die verbliebenen Bauten.
Zwischen 1938 und 1949 wurden Teile des ehemaligen Abbaugeländes im Rahmen von Notstandsarbeiten rekultiviert und mit Kiefern bepflanzt. Auf dem Gelände des heutigen Jura-Sportplatzes entstand eine Kleingartenanlage. 1969 erwarb die Spedition Wackler 4 Hektar des Geländes und verlegte ihren Firmensitz von der Davidstraße in Göppingen nach Holzheim. 

Geplantes Hafenprojekt

Im Jahr 1940 stellte Otto Konz ein Kanalprojekt vor, das den Neckar bei Plochingen mit der Donau bei Ulm verbinden sollte. Hätte man den geplanten Hafen auf dem Gelände der heutigen Spedition Wackler verwirklicht und das Gebiet, das bereits 1936 als Siedlungsgelände ausgewiesen wurde, bebaut, könnte Manzen heute eine Hafenarbeitersiedlung sein.

Neue Wohnsiedlung

1953 erfolgte die Bebauung des neuen Siedlungsgebietes „Auf dem Manzen“ als reine Wohnsiedlung. Interessant ist hierbei: Die Möglichkeit zum Kauf der ersten Häuser wurde folgendermaßen geregelt. Kriegsversehrte aus dem Zweiten Weltkrieg, welche bleibende körperliche Schäden erlitten hatten, z. B. Verlust eines Armes, erhielten Einzelhäuser. Erst nach diesen Personen wurden dann die anderen Einzel-, Doppel- und Reihenhäuser verteilt.

## Religion
Manzen wurde ab 1952, Ursenwang ab 1961 auf der Gemarkung Holzheim der Stadt Göppingen als neue Stadtteile angelegt. Die evangelischen Bewohner dieser Stadtteile gehörten daher zunächst zur Kirchengemeinde Holzheim, 1954 zu deren Filialkirchengemeinde St. Gotthardt. 1969 wurde Manzen-Ursenwang zur selbständigen Kirchengemeinde erhoben. 1975 wurde eine eigene Pfarrei errichtet und in Manzen durch Architekt Jan Beng Oei aus Fellbach das Gemeindezentrum mit Johanneskirche gebaut. Die ungegenständlichen Betonglasfenster schuf die Künstlerin Annerose Schmidt-Weber aus Freudenstadt-Christophstal. 1990 wurde ein freistehender Glockenturm an das Gemeindezentrum dazugebaut. Daneben liegen Mitarbeiterwohnungen und das Pfarrhaus.

## Wirtschaft und Infrastruktur

### Verkehr

#### Schienenverkehr
In Manzen selbst befindet sich kein Bahnhof. Die nächsten Bahnhöfe befinden sich in Ursenwang (Bahnhofsname „Schlat“) und St. Gotthardt an der im Jahr 1926 eröffneten Voralbbahn oder Boller Bähnle. Die Einstellung des Personenverkehrs erfolgte im Jahre 1989.

#### Straßenverkehr
Manzen liegt an der Landesstraße L 1218 zwischen Holzheim und Schlat. Die Kreisstraße K 1425 verbindet Manzen mit Eschenbach. Eine Gemeindestraße verbindet weiterhin Manzen mit dem Gewerbegebiet Holzheim.

#### Busverkehr
Seit der Integration in den VVS im Januar 2021 verkehrt die Buslinie 980 (ehemals Linie 3) von Göppingen über Manzen nach Schlat.

### Schulen und Kindergärten
In Manzen ist keine Schule vorhanden. Die Kinder müssen die in der Nähe in Ursenwang befindliche Ursenwangschule, eine Grund- und Werkrealschule mit einer schuleigenen Sporthalle, besuchen.

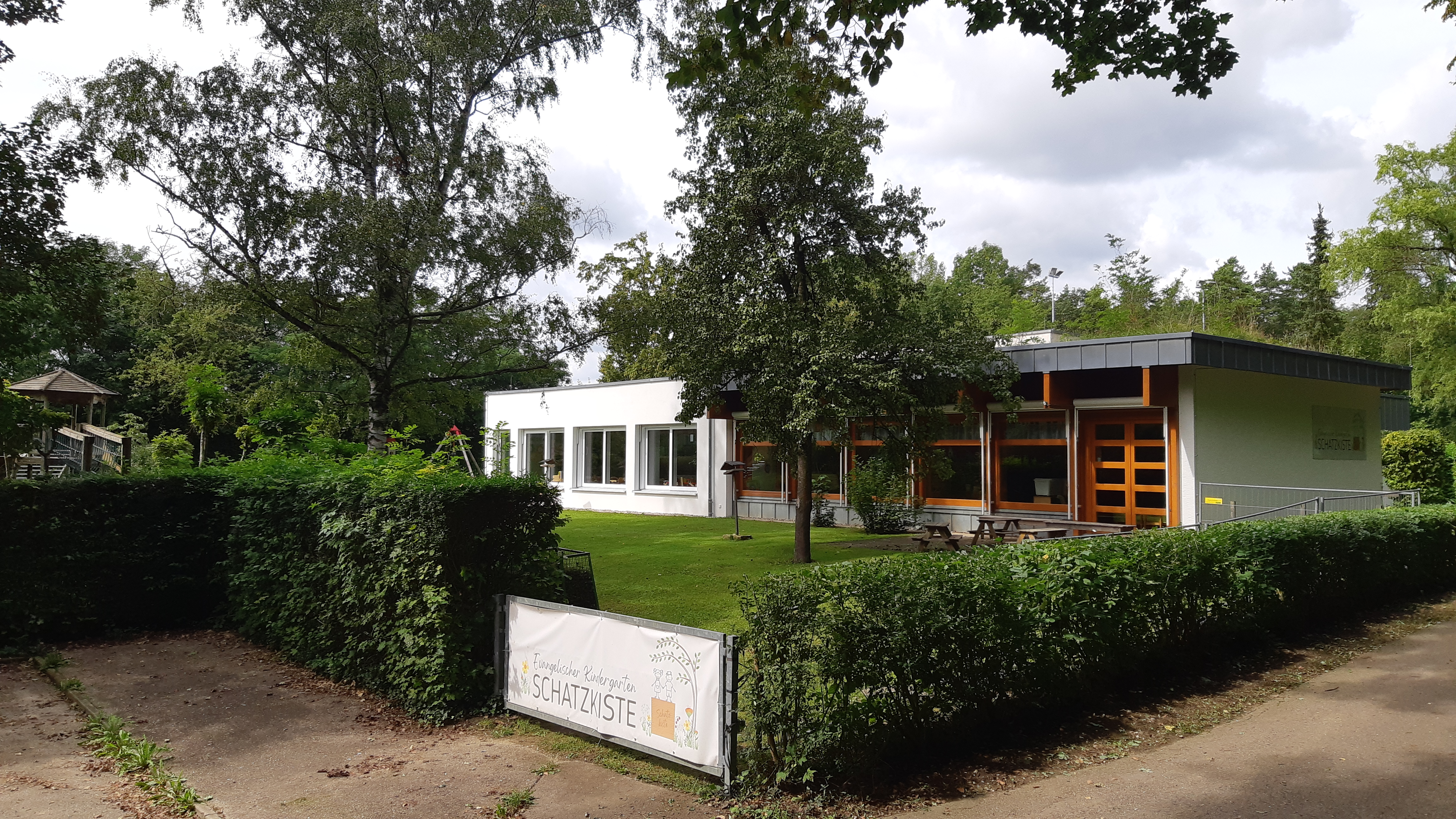
Kindergarten Schatzkiste

Im evangelischen Kindergarten „Schatzkiste“ in Manzen können 47 Kinder im Alter von 2–6 Jahren aufgenommen werden. Der Kindergarten wurde mit dem Gütesiegel „Felix“ des Deutschen Chorverbandes ausgezeichnet.

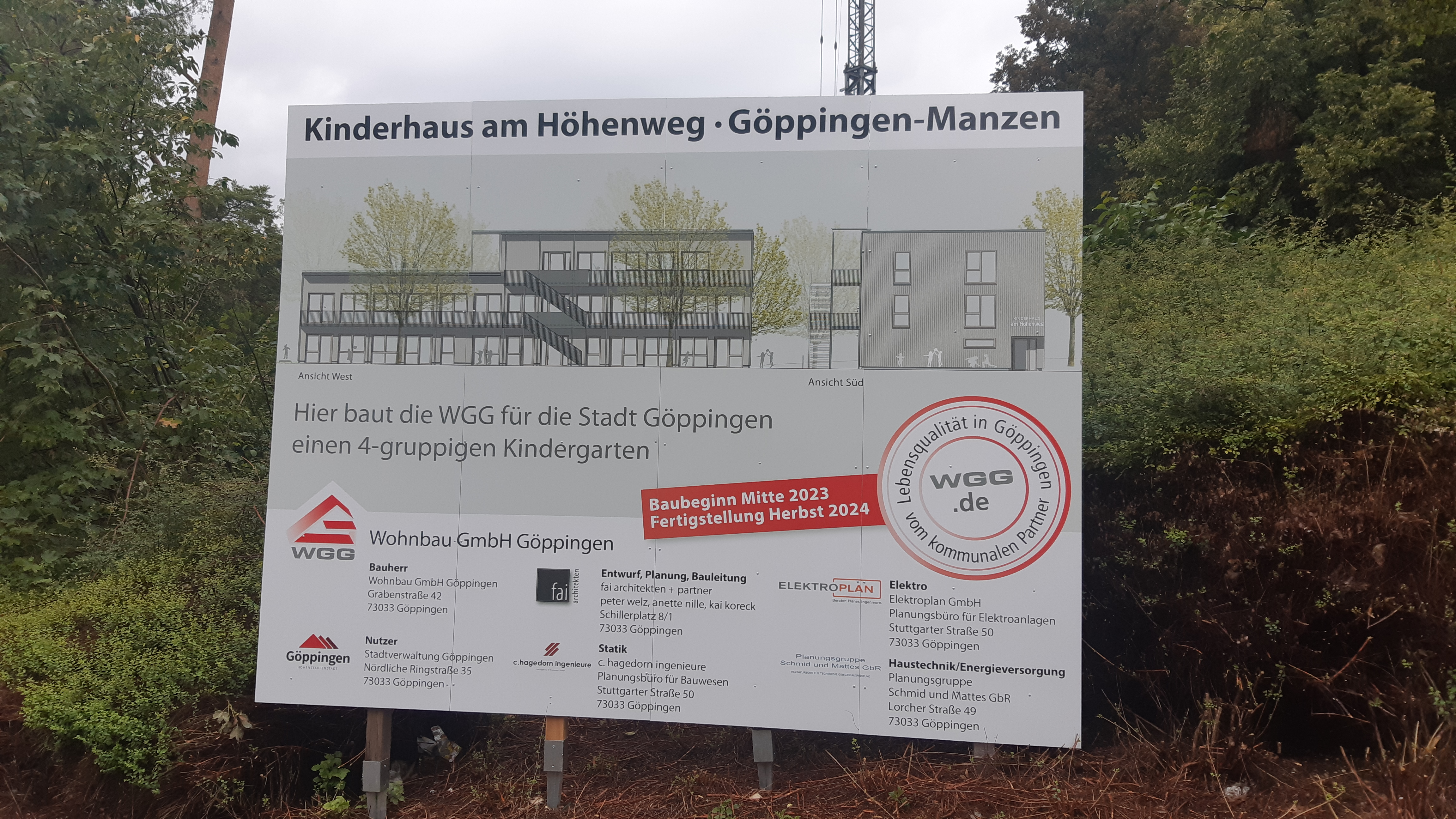
Kinderhaus Neubau GP Manzen

Bis Herbst 2024 wird das 4-gruppige Kinderhaus am Höhenweg gebaut. Baubeginn dazu war Mitte 2023.

### Geschäfte
Der ehemals vorhandene Laden und die Metzgerei sind schon lange geschlossen. Zwischen Manzen und Ursenwang befindet sich jedoch ein vor wenigen Jahren neu gebauter Supermarkt sowie eine Sparkasse.

### Ver- und Entsorgung

#### Wasserversorgung
Der Bereich Manzen wird ebenso wie Ursenwang und St. Gotthardt mit Wasser des Zweckverbands Kornberggruppe versorgt.

#### Abwasser
Die Abwässer von Manzen werden im Klärwerk Göppingen, welches sich auf Uhinger Gemarkung befindet, gereinigt.

#### Abfallentsorgung
Die Abfallentsorgung erfolgt durch den Abfallwirtschaftsbetrieb des Landkreises Göppingen. Der Restmüll wird im Müllheizkraftwerk Göppingen verbrannt.

#### Grüngutplatz
An der Straße zwischen Manzen und Schlat befindet sich ein Grüngutplatz des Landkreises Göppingen. Dort werden Baum-, Hecken- und Strauchschnitt, Laub, Gras, sonstige Gartenabfälle, Wurzelstöcke und Fallobst angenommen.

## Freizeit und Sportanlagen

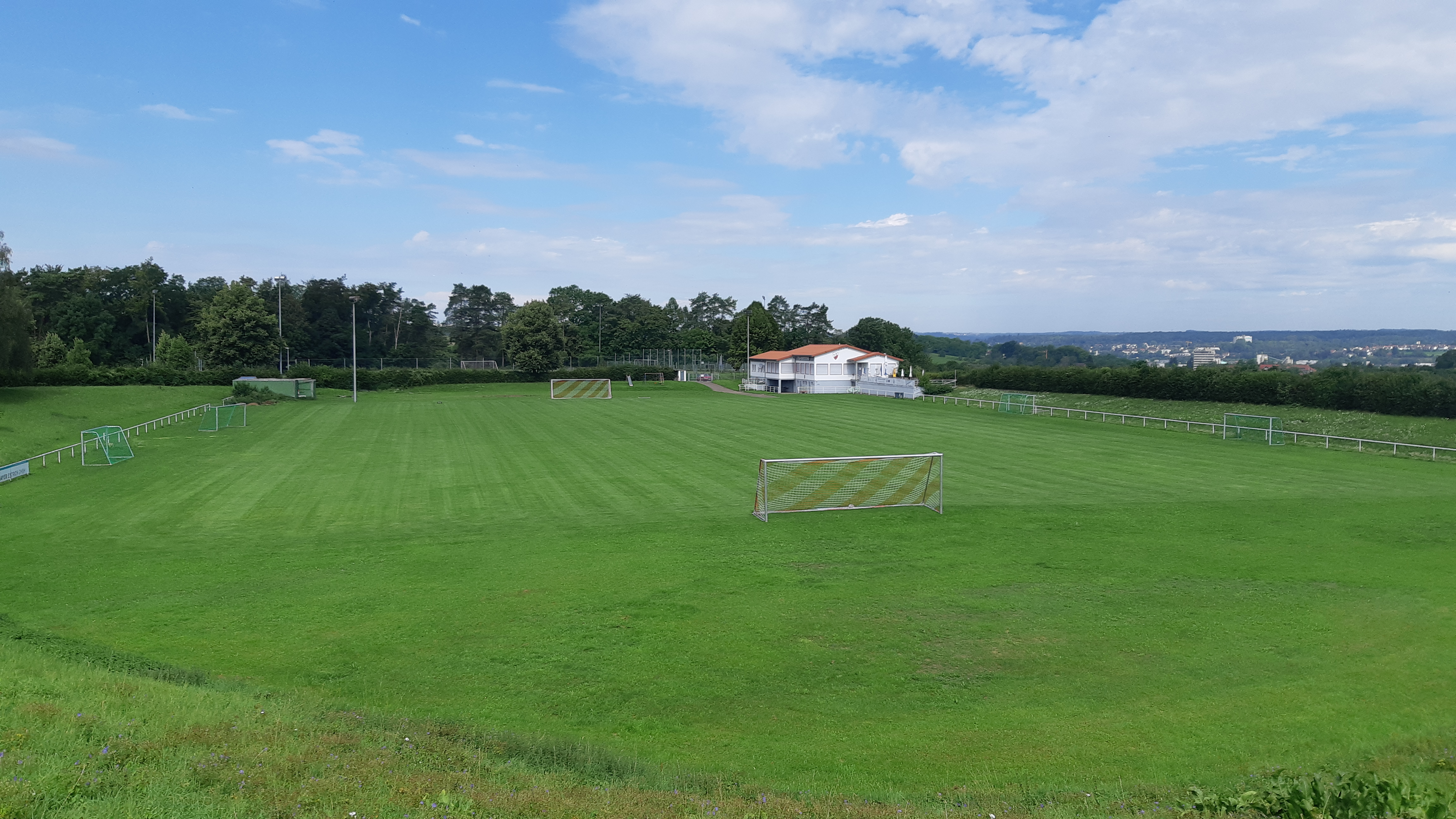
Sportplatz und Jura-Gaststätte

Eine Sportanlage der Fußballabteilung des Turnerbunds Holzheim mit zwei Rasenspielfeldern befindet sich in Manzen. Neben dem Spielfeld befindet sich die Jura-Gaststätte.

Das heutige Jura-Sportgelände auf dem Manzen umfasst das ehemalige Ölschiefer-Abbaugelände der Jura-Ölschiefer-Werke AG. Diese versuchten dort, aus dem anstehenden Ölschiefervorkommen, hauptsächlich Lias Epsilon, Schieferöl zu gewinnen. Nach der Schließung des Werks wurde das Gelände in eine Kleingartenanlage umgewandelt. Diese Kleingartenanlage stand den Sportplatzplänen des Holzheimer Turnerbundes im Wege. Durch die Bereitstellung eines Ersatzgeländes auf Schlater Gemarkung durch die Stadt konnte der Bau der Sportplätze realisiert werden.

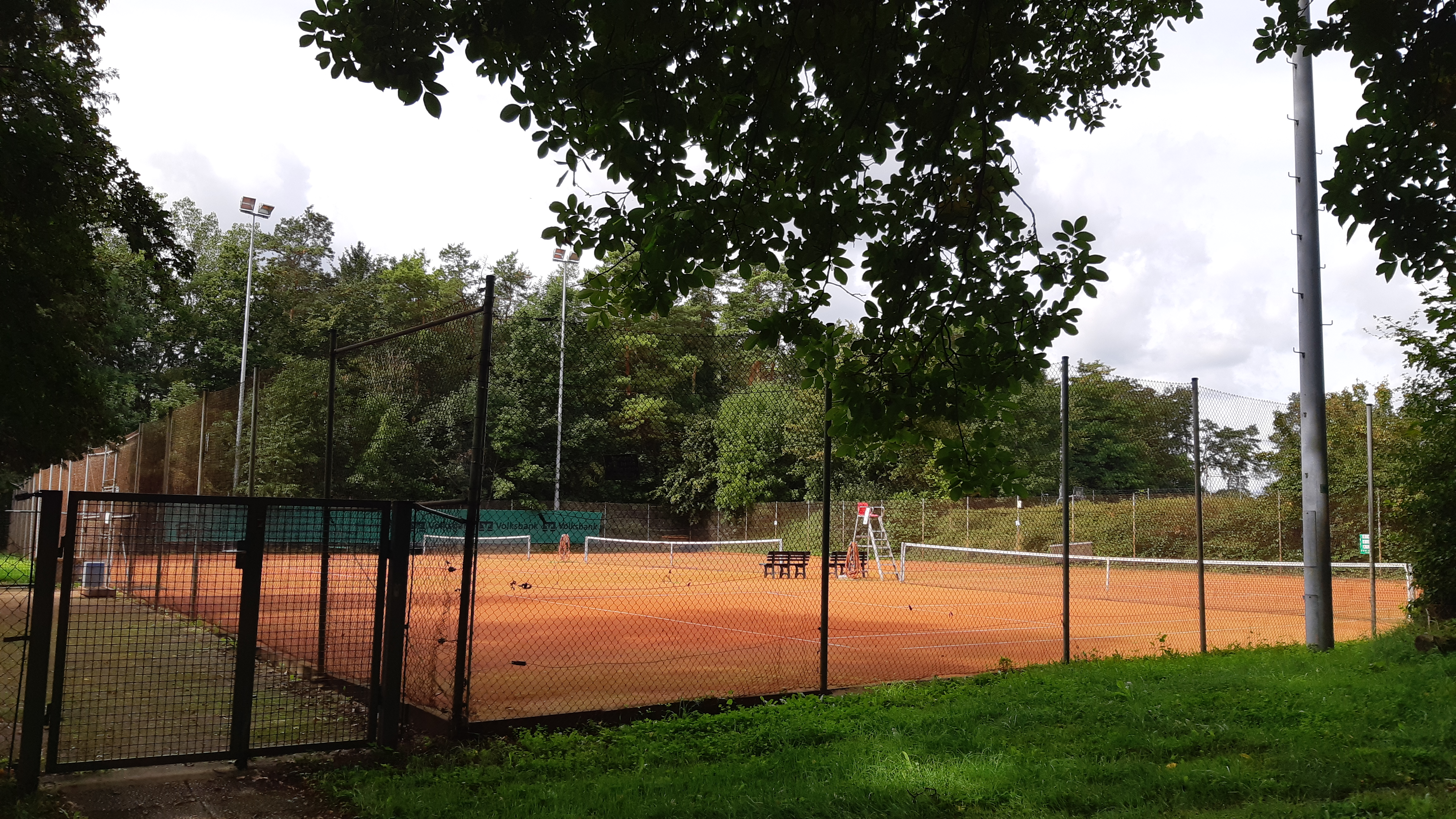
Tennisplätze

Weiterhin sind 3 Tennisplätze des Turnerbunds Holzheim vorhanden.